# Spoorlijn Mallow - Tralee
De spoorlijn Mallow - Tralee is een spoorlijn in Ierland. De lijn loopt vanaf Mallow aan de hoofdlijn naar Cork via Killarney naar de hoofdplaats van het graafschap Kerry Tralee. Het station in Tralee was in het verleden een knooppunt waar de lijn aansluiting gaf naar Ballingrane en Fenit, maar die lijnen zijn in de loop der jaren gesloten, evenals de zijlijnen naar Kenmare en Valentia Harbour. 